# Mario Durán
Mario Edgardo Durán Gavidia (San Salvador, 3 de abril de 1983) es un político y empresario salvadoreño y actual alcalde de  San Salvador Centro. Ha trabajado en la administración pública desde 2012, fue ministro de Gobernación en la gestión del presidente Nayib Bukele, y desde el 1 de mayo de 2021 es el alcalde de San Salvador.

## Vida personal
Inició a trabajar desde muy joven para ayudar a su familia, emigró a los Estados Unidos donde realizó diversos trabajos. Cuenta con más de 10 años de experiencia en el sector privado, trabajó en conjunto con comunidades y en equipo con jóvenes líderes de zonas rurales y urbanas de alto riesgo del país. Posee un título como Licenciado en Ciencias Jurídicas de la Universidad de El Salvador y en 2023 la Universidad Andrés Bello le otorgó el Doctorado honoris causa en "Ciencias Humanísticas y Gestión de Desarrollo Local". 

## Carrera política

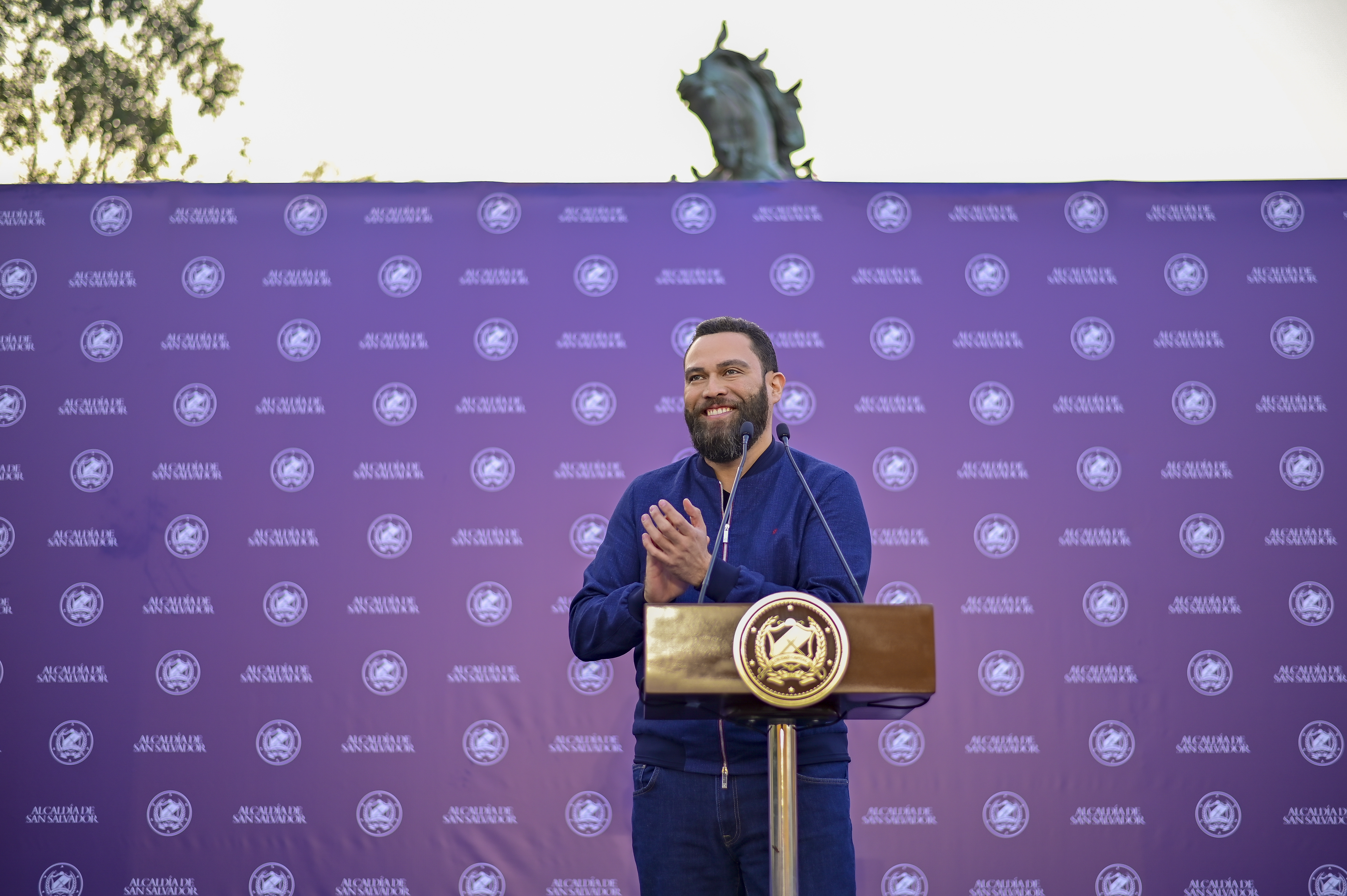
Alcalde Mario Durán durante evento en el centro histórico de la capital.

Luego de desempeñar varios cargos en el sector privado, Mario Durán inició su carrera como servidor público en 2010 en el National Council of La Raza, donde luchó para lograr una reforma migratoria para los salvadoreños que viven en Estados Unidos.
En 2012, ya de regreso en El Salvador, se unió al equipo de trabajo del entonces alcalde de Nuevo Cuscatlán, Nayib Bukele, donde trabajó en proyectos de desarrollo local para beneficiar a la población de ese municipio.
En 2015 es elegido como Concejal y Director de Desarrollo Municipal, en la administración de Nayib Bukele al frente de la Alcaldía de San Salvador. En la alcaldía de la capital, operativizó los proyectos más grandes e importantes de dicha gestión.
En 2019 Mario Durán fue designado por el presidente de la República, Nayib Bukele, como ministro de Gobernación y Desarrollo Territorial, además de ser nombrado Presidente de la Comisión Nacional de Protección Civil. Como parte de su gestión, Mario Durán lideró la respuesta del Gobierno central ante las crisis ambientales y de salud más graves del país, como lo son las tormentas tropicales Amanda y Cristóbal, el deslave de Nejapa y la emergencia por el COVID-19 en El Salvador.
En 2020 Mario Durán tomó la decisión de postularse como precandidato a alcalde por San Salvador, obteniendo la mayoría absoluta en las elecciones internas del partido Nuevas Ideas.

## Alcalde de San Salvador
El 28 de febrero de 2021, en las elecciones Legislativas y Municipales de El Salvador, se convirtió en el ganador de la Alcaldía de San Salvador, derrotando a Ernesto Muyshondt, quien buscaba la reelección bajo la bandera del partido Alianza Republicana Nacionalista. Durán se agenció la comuna capitalina logrando obtener más de cien mil votos.